# Haslemo Station
Haslemo Station (Haslemo stasjon) var en jernbanestation på Solørbanen, der lå i Åsnes kommune i Norge.
Stationen åbnede som holdeplads 4. december 1910, da banen blev forlænget fra Flisa til Elverum. Den blev opgraderet til station omkring 1949 for siden at blive nedgraderet til holdeplads igen 1. december 1957 og til trinbræt 1. januar 1967. Betjeningen med persontog ophørte 1. juni 1986, og 27. maj 1990 blev stationen nedlagt.
Mens stationen var i drift, havde den en stationsbygning for tredjeklasses mellemstationer, der var opført i træ efter tegninger af Harald Kaas. Den blev revet ned i 1985. I dag er der heller ikke længere perronrester på stedet, der ligger lidt nordvest for en niveauoverskæring.
Forvirrende nok var det i øvrigt ikke Haslemo Station men Hasle Station lidt længere mod nord, der i sin tid lå omtrent vis-à-vis med militærlejren Haslemoen leir.